# Kaluder
Kaluder (1980 mnm) je zadnji vrh v grebenu, ki se nadaljuje z Velike Babe nad Dupeljskim jezerom proti severu. Pod njegovo vzhodno steno leži planina Za Črnim vrhom, na zahodni strani se njegova pobočja spuščajo v dolino Lepene.
Z vrha Kaludra je lep razgled na vse strani; normalni dostop na vrh je s planine Za Črnim vrhom po velikem žlebu ob vznožju kratke severne stene: s planine Za Črnim vrhom najprej po omenjenem žlebu dosežemo sedelce v grebenu severno od vrha, nakar na njegovem zahodnem pobočju sledimo prehodom skozi ruševje po precej strmih traviščih. Greben zopet dosežemo (tokrat z zahodne strani) kakih 50 metrov severno od vrha. Najpriporočljivejši sestop je po ostankih mulatjere po zahodnem pobočju proti jugu in na primernem mestu zavijemo nazaj na greben. Z njega poiščemo prehode po dokaj strmem vzhodnem pobočju, ki ga nad pasom ruševja prečimo proti levi. Tako smo kmalu spet na planini Za Črnim vrhom.